# Caídos do Céu
Caídos do Céu é um filme brasileiro de 1946 dirigido por Luiz de Barros, e estrelado por Dercy Gonçalves.

## Estado de Preservação
Dos 115 minutos originais de duração do filme, apenas 66 minutos foram preservados. A cópia parcial preservada fora remasterizada e exibida em fevereiro de 2023 pela Cinemateca do MAM, em homenagem ao aniversário da atriz Nelma Costa (1922-2023), que a época era a última integrante viva do elenco. 

## Elenco[1]
- Dercy Gonçalves	...	Rita Naftalina
- Walter D'Ávila	...	Claudionor
- Nelma Costa	...	Olinda
- César Fronzi	...	Giovani
- Violeta Ferraz	...	Alzira
- Átila Iório	...	Roberto Boaventura
- Augusto Aníbal	...	Felizardo Boaventura
- Chocolate	...	Chocolate
- Tatuzinho	...	Vestido de gaúcho
- Adoniran Barbosa	...	Moisés
- Pedro Dias	...	Carcereiro
- Luiz Cataldo	...	Jonjoca
- Matinhos	...	Felizardo
- João Martins	...	Funcionário no balcão de informações
- Adolar Costa	...	Funcionário do balcão de informações
- Apolo Correia ...Homem no dancing
- Zaquia Jorge ... Amante de Giovanni
- Grijó Sobrinho ...Anjo
- Jacy de Oliveira ...Empregada
- Odete Louro ...Anjo
- Wallace Viana ...Zezé, irmão de Olinda

Números musicais
- Linda Batista
- Isaurinha Garcia
- Marlene
- Francisco Alves
- Dalva de Oliveira
- Herivelto Martins
- Ataulfo Alves
- Nilo Chagas